# Efekt zielonej brody
Efekt zielonej brody (ang. green-beard effect) – koncepcja wprowadzona w teorii samolubnego genu (ang. selfish gene theory). Postulowany gen może rozpowszechnić się w populacji, jeśli nośnicy tego genu zachowują się altruistycznie w stosunku do innych nosicieli tegoż genu. 
Gen efektu zielonej brody (lub gen zlinkowany) powodują trzy efekty w fenotypie:
1. zauważalną/rozpoznawalną dla innych cechę (np. hipotetyczną zieloną brodę),
2. zdolność wykrywania tej cechy u innych,
3. uprzywilejowanie osobników obdarzonych cechą 1 (gen, a raczej nosiciel tegoż genu rozpoznaje innych osobników z tymże genem bez związku z rzeczywistym stopniem pokrewieństwa).

Idea efektu zielonej brody została zaproponowana przez Williama D. Hamiltona w jego kluczowym artykule z 1964 r. i następnie nazwana przez Richarda Dawkinsa w jego klasycznej książce Samolubny gen (ang. The Selfish Gene) w 1976 r. Dopiero jednak w 1998 r. pierwszy gen  efektu zielonej brody został odkryty w naturze u mrówki Solenopsis invicta. 